# Angadenia
Angadenia är ett släkte av oleanderväxter. Angadenia ingår i familjen oleanderväxter.
Kladogram enligt Catalogue of Life:
| Angadenia | \| \| Angadenia berteroi \| \| \| \| \| \| Angadenia lindeniana \| \| \| \| |
|           | \| \| Angadenia berteroi \| \| \| \| \| \| Angadenia lindeniana \| \| \| \| |
|           | Angadenia berteroi                                                          |
|           |                                                                             |
|           | Angadenia lindeniana                                                        |
|           |                                                                             |